# Fedora (nome)
Fedora  è un nome proprio di persona italiano femminile.

## Varianti
- Femminili
  - Ipocoristici: Dora
- Maschili: Fedoro[1], Fidoro[2], Fedorino[1]

## Origine e diffusione

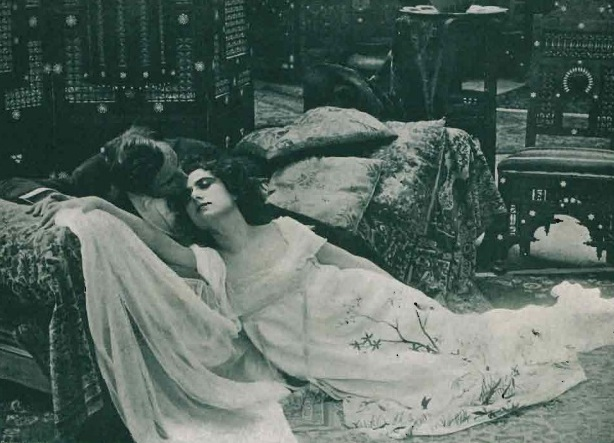
Francesca Bertini interpreta Fedora, film muto del 1916

È una ripresa di matrice teatrale del nome russo Федора (Fedora), femminile di Фёдор (Fëdor). Rappresenta il corrispondente dell'italiano Teodora, di origine greca e con il significato di "dono divino".
La diffusione in Italia iniziò alla fine dell'Ottocento, a seguito del successo dell'opera lirica di Umberto Giordano Fedora il cui libretto, di Arturo Colautti, era tratto dall'omonimo dramma francese scritto nel 1882 da Victorien Sardou.

## Onomastico
L'onomastico si può festeggiare lo stesso giorno del nome Teodora, portato da diverse sante.

## Persone
- Fedora Barbieri, cantante lirica italiana
- Fedora di Leiningen, nobile tedesca, sorellastra della regina Vittoria I del Regno Unito
- Fedora di Sassonia-Meiningen, figlia di Bernardo III di Sassonia-Meiningen
- Fedora Mingarelli, cantante italiana
- Fedora Veronesi, cestista italiana

## Il nome nelle arti
- La principessa russa Fedora Romazoff è la protagonista del dramma omonimo di Victorien Sardou scritto nel 1882. Da quest'opera è stata tratta nel 1898 l'opera lirica Fedora di Umberto Giordano e alcuni film.
- Fedora è un personaggio del romanzo del 1831 La pelle di zigrino di Honoré de Balzac.
- Fedora è un film del 1978 diretto da Billy Wilder e tratto da un omonimo racconto di Tom Tryon.
- Fedora è il nome di un personaggio della commedia Gennareniello di Eduardo De Filippo.
- Fedora è il nome di una de Le città invisibili di Italo Calvino.

## Altri usi
- Fedora Saura è una cavalla dal manto grigio, tre volte vincitrice del Palio di Siena.
- Fedora è una distribuzione GNU/Linux curata dal Progetto Fedora, un progetto Open Source sponsorizzato (ma non direttamente supportato) da Red Hat e supportato dalla rispettiva community.